# Michaela Paštiková
Michaela Paštiková (* 27. března 1980 Šumperk) je česká profesionální tenistka. Ve své kariéře vyhrála na okruhu WTA Tour jeden turnaj ve čtyřhře, když spolu v dubnu 1999 s Jelenou Kostanićovou triumfovaly na antukovém turnaji v Bolu. V rámci okruhu ITF získala osm titulů ve dvouhře a devatenáct ve čtyřhře. Na Australian Open 2005 se spolu s Gabrielou Navrátilovou probojovaly do semifinále ženské čtyřhry.
Na žebříčku WTA byla ve dvouhře nejvýše klasifikována v lednu 2005 na 89. místě a ve čtyřhře pak v červenci téhož roku na 35. místě. Trénuje ji Jiří Fencl.
V roce 1996 se stala juniorskou mistryní světa ve čtyřhře.
Otec Vladimír Paštika je učitel a tenisový trenér, matka Zdena Paštiková zdravotní sestra. Má mladší sestru Markétu Paštikovou.

## Finále na okruhu WTA

### Čtyřhra
| Legenda                                      |
| -------------------------------------------- |
| D – dvouhra; Č – čtyřhra                     |
| Grand Slam (0–0)                             |
| WTA Tour Championships (0–0)                 |
| Tier I / Premier Mandatory & Premier 5 (0–0) |
| Tier II / Premier (0–0)                      |
| Tier III, IV & V / International (1–3 Č)     |

#### Vítězka (1)
|   | Datum          | Turnaj          | Kat.     | Rozpočet    | Povrch | Spoluhráčka        | Finalistky                     | Výsledek            |
| 1 | 26. dubna 1999 | Bol, Chorvatsko | Tier IVa | 142 500 USD | Antuka | Jelena Kostanićová | Meg Shaughnessy Andrea Vancová | 7-5, 6-7 (1-7), 6-2 |

#### Finalistka
|   | Datum             | Turnaj              | kat.     | Rozpočet    | Povrch | Vítězky                                   | Spoluhráčka          | Výsledek      |
| 1 | 6. července 1998  | Praha, Česko        | Tier III | 160000 USD  | Antuka | Silvia Farinaová Eliaová Karina Habšudová | Květa Peschkeová     | 2-6, 6-1, 6-1 |
| 2 | 10. ledna 2005    | Canberra, Austrálie | Tier V   | 110 000 USD | Tvrdý  | Tathiana Garbinová Tina Križanová         | Gabriela Navrátilová | 7-5, 1-6, 6-4 |
| 3 | 11. července 2005 | Modena, Itálie      | Tier IV  | 140 000 USD | Antuka | Julia Bejgelzimerová Mervana Jugićová     | Gabriela Navrátilová | 6-2, 6-0      |

## Finále na okruhu ITF

### Dvouhra

#### Vítězka
| Legenda       |
| Okruh ITF (8) |

| Číslo | Datum             | Turnaj                | Povrch  | Finalistka           | Výsledek      |
| 1.    | 15. srpen 1996    | Zadar, Chorvatsko     | Antuka  | Magdaléna Zdenovcová | 4–6, 6–3, 6–3 |
| 2.    | 29. červen 1997   | Plzeň, Česko          | Antuka  | Kateřina Sisková     | 6–2, 6–7, 6–4 |
| 3.    | 31. květen 1998   | Varšava, Polsko       | Antuka  | Rosa Rodriguezová    | 7–5, 6–3      |
| 4.    | 2. únor 2003      | Rockford, USA         | Tvrdý   | Petra Rampreová      | 6–3, 3–6, 6–4 |
| 5.    | 23. únor 2003     | Columbus, USA         | Tvrdý   | Teryn Ashleyová      | 3–6, 7–5, 7–5 |
| 6.    | 16. březen 2003   | Kaunas, Litva         | Koberec | Magdaléna Zdenovcová | 6–3, 6–3      |
| 7.    | 21. listopad 2004 | Praha, Česko          | Tvrdý   | Sandra Klöselová     | 6–3, 6–2      |
| 8.    | 30. srpen 2007    | Podgorica, Černá Hora | Antuka  | Martina Suchá        | 5–7, 7–5, 7–6 |